# 冷达乡
冷达乡，是中华人民共和国西藏自治区山南市加查县下辖的一个乡镇级行政单位。

## 行政区划
冷达乡下辖以下地区：
林堆村、玛岗村、仲沙村、联村、宇措岗村、玛尼村、嘎玛吉塘村、巴达村、热当村、扎雪村和帮麦村。